# Gustav Adolf Brumhard
Gustav Adolf Brumhard (* 29. September 1805 in Bromskirchen; † 16. Januar 1885 in Zwingenberg) war ein hessischer Richter und Politiker und ehemaliger Abgeordneter der 2. Kammer der Landstände des Großherzogtums Hessen.

## Familie
Gustav Adolf Brumhard war der Sohn des Pfarrers Johann Georg Theodor Wilhelm Brumhard (1763–1846) und dessen Frau Karoline geborene Varnhagen (1770–1855). Gustav Adolf Brumhard, der evangelischen Glaubens war, heiratete am 3. Oktober 1835 in Korbach Hedwig geborene Winterberg (1810–1843).

## Ausbildung und Beruf
Gustav Adolf Brumhard studierte ab 1823 Rechtswissenschaften an der Universität Gießen. Nach dem Studium wurde er 1831 Akzessist in Gießen und danach Assessor in Schotten. 1835 wurde er Assessor am Landgericht Friedberg und 1842 am Stadtgericht Gießen. 1843 wurde er Landrichter in Laubach, 1850 in Lorch und 1856 in Zwingenberg. 1879 wurde er pensioniert.

## Politik
In der 14. bis 18. Wahlperiode (1851–1866) war Gustav Adolf Brumhard Abgeordneter der zweiten Kammer der Landstände des Großherzogtums Hessen. In den Landständen vertrat er zunächst den Wahlbezirk Starkenburg 5/Heppenheim und ab 1856 den Wahlbezirk Starkenburg 11/Heppenheim.